# Gare de Vantaankoski
 (novembre 2024).
Si vous disposez d'ouvrages ou d'articles de référence ou si vous connaissez des sites web de qualité traitant du thème abordé ici, merci de compléter l'article en donnant les références utiles à sa vérifiabilité et en les liant à la section « Notes et références ».
La gare de Vantaankoski (en finnois : Vantaankosken rautatieasema,  suédois : Vandaforsens järnvägsstation) est une gare ferroviaire située à Vantaa en Finlande.

## Situation ferroviaire
La gare de Vantaankoski est a 15 kilomètres au nord de la gare centrale d'Helsinki entre la gare de Martinlaakso et la gare de Vehkala.